# 北山文化 (日本)

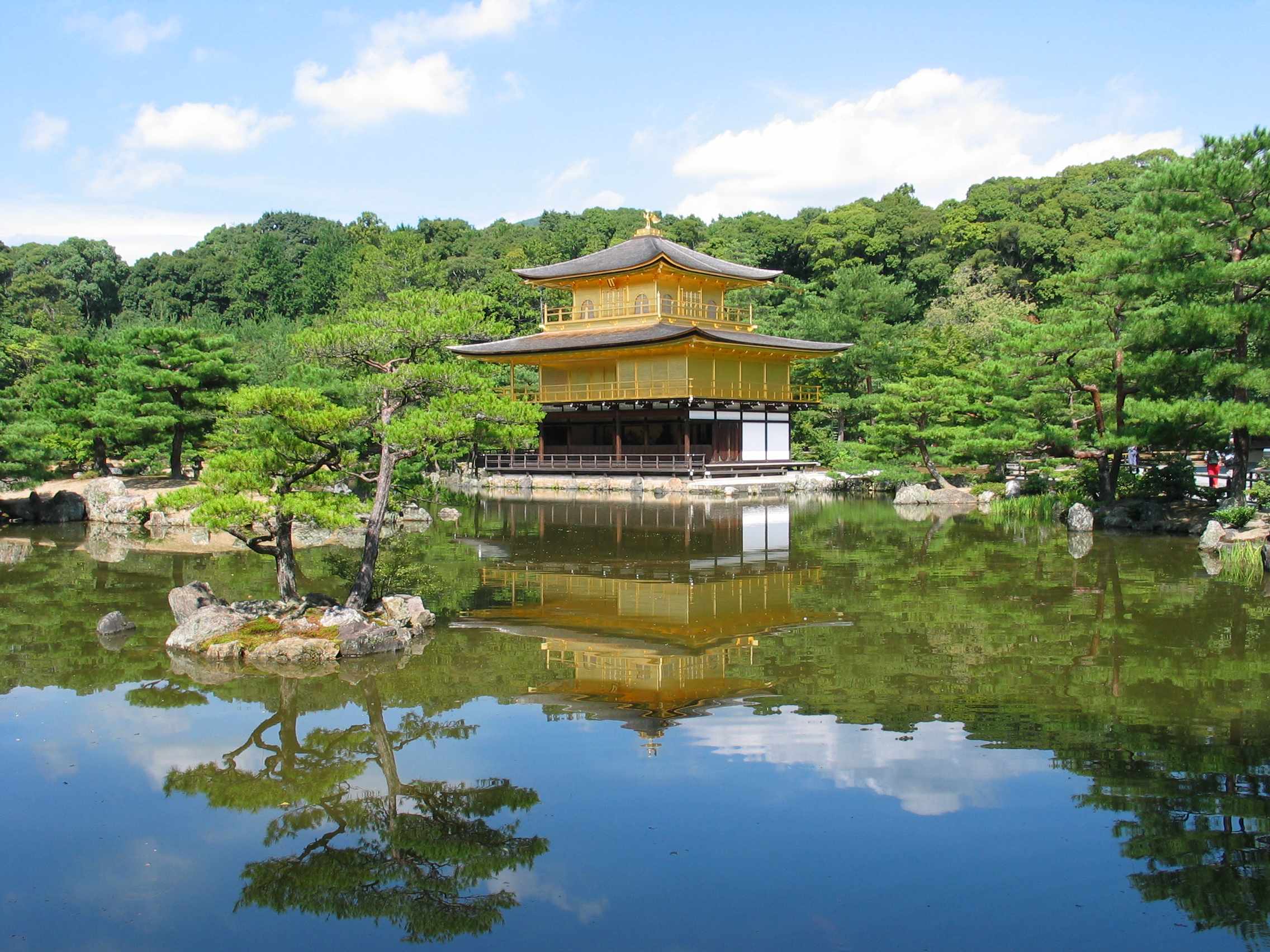
金閣寺

北山文化（きたやまぶんか）是室町時代初期的文化，以三代將軍足利義滿（1358年～1408年）的北山山莊作代表，14世紀末～15世紀前半。相對於東山文化的用語。
今日的歷史學一般將北山文化和東山文化合稱「室町文化」。

## 特色

如拙「瓢鮎圖」（國寶）

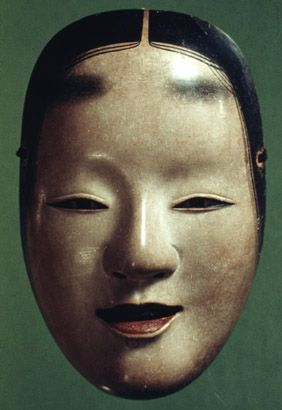
能面

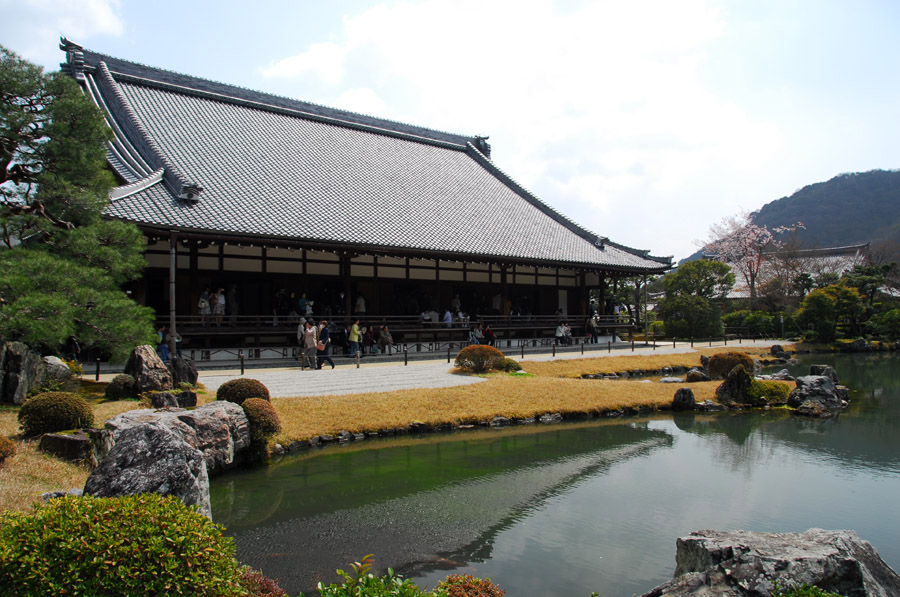
天龍寺

歷經南北朝時代的動亂，最大的特色是融合傳統的公家文化和新興的武家文化，以及受到禪宗的影響。

## 建築
- 鹿苑寺金閣（1397年）：正式名稱是鹿苑寺舍利殿。北山文化的代表，足利義滿在北山山莊創建（北山山莊在義滿死後改為鹿苑寺）。一層是公家風的寢殿造、二層是書院造風（武家造）、三層是禪宗様之佛殿風。1950年燒失。

## 文學
- 軍記物語
  - 太平記（1371年頃成立）
  - 難太平記（1402年）
- 五山文學
  - 義堂周信（1325年～1388年）
  - 絕海中津（1336年～1405年）
- 連歌
  - 二條良基：「菟玖波集」之撰（1356年）、「應安新式」（1372年）

## 繪畫・雕刻
- 水墨畫
  - 明兆（1352年～1431年）：東福寺之僧。習得宋，元之畫法。
  - 如拙（？～？）：相國寺之僧。知名的是退藏院所有的國寶「瓢鮎圖（ひょうねんず）」。
  - 周文（？～1463年頃没？）：相國寺之僧，學於如拙。幕府之御用繪師，據說傳授雪舟奧義。
- 能面雕刻

## 藝能
- 能：來自田樂、猿樂，由觀阿彌・世阿彌親子集大成。
- 狂言

## 宗教
臨濟宗，禪宗之一派，受幕府保護而發展。
- 安國寺利生塔
- 天龍寺
- 五山：京都五山、鎌倉五山

## 關連項目
- 室町時代
- 足利義滿
- 東山文化
- 唐物
- 勘合貿易